# Step (레이EP)
Step (모두 대문자로 표기)은 레이의 두 번째 영어 정규 앨범(첫 번째 앨범으로 잘못 표기됨)입니다. 2024년 6월 14일에 발매되었으며, 타이틀곡은 "Step"입니다.

## 배경
2024년 5월 31일, 레이는 6월 14일에 두 번째 영어 정규 앨범 Step을 발매할 것이라고 발표했습니다.
6월 24일, 레이는 다음날 디럭스 버전을 통해 3개의 추가 트랙을 발매할 것이라고 발표했으며[2] 이는 나중에 "Daisy","Before You Let Go" 및 "A Legend"로 밝혀졌습니다.
레이처럼 STEP도 전 세계를 여행합니다. 말 그대로, 'Psychic' 뮤직비디오는 두바이에서 촬영되었습니다.

## 수록곡
| 01 | Run Back To You (with Lauv)                               |
| 02 | Psychic                                                   |
| 03 | Step TITLE                                                |
| 04 | Fresh                                                     |
| 05 | Music Is Your Love                                        |
| 06 | Daisy (Deluxe track)                                      |
| 07 | Right Now                                                 |
| 08 | Before You Let Go (Deluxe track)                          |
| 09 | Mornings With You                                         |
| 10 | Staring At The Sun                                        |
| 11 | Human In You                                              |
| 12 | I'm Still Learning                                        |
| 13 | A Legend" (feat. Jackie Chan, Kim Hee-sun) (Deluxe track) |